# Meininger Museen
Die Meininger Museen vereinen drei kulturhistorische Museen in der Kreisstadt Meiningen. Sie sind das größte Museum in Südthüringen und beherbergen die umfangreichste Kunstsammlung in Thüringen. Der Hauptteil mit vier Abteilungen befindet sich im Schloss Elisabethenburg, der ehemaligen Residenz der Herzöge von Sachsen-Meiningen. Das Schloss liegt im Westen der Historischen Altstadt an der Werra. Die Meininger Museen gehören zur Kulturstiftung Meiningen-Eisenach, die vom Freistaat Thüringen, der Stadt Meiningen und dem Landkreis Schmalkalden-Meiningen getragen wird.

## Geschichte
Die Meininger Museen wurden am 24. Mai 1947 mit der Zusammenführung der Kunstsammlungen im Schloss Elisabethenburg und dem Baumbachhaus gegründet. Die Grundlage schufen das ab 1918 zugängliche historische Interieur der herzoglichen Bauten und die Sammlungen des 1832 von Ludwig Bechstein gegründeten Hennebergisch-altertumsforschenden Vereins, der 1935 in Hennebergisch-Fränkischer Geschichtsverein umbenannt wurde.
Nach dem Zweiten Weltkrieg beschlagnahmte die Sowjetische Militäradministration große Teile vom Besitz des Herzoghauses Sachsen-Meiningen wie die Herzogsbibliothek, Möbel und Rüstungen und transportierte diese in die Sowjetunion ab. Nach der Eröffnung der Museen 1947 wuchs der Museumsbestand auf den Gebieten Kunst, Musik, Theater und Stadtgeschichte rasch an. Die Bestände wurden zunächst von freiberuflichen Mitarbeitern, darunter Minna Lang, betreut. Erste hauptberufliche Direktorin war ab 1950 Irmgard Suffrian-Engelke. Von 1957 bis 1982 existierte eine zu den Museen gehörende Vogel-Lehrschau in der Minna-Lang-Blockhütte in einem einen Hektar großen Vogelschutzgebiet am Bibrasberg in Meiningen. Dort waren etwa 200 Vogelpräparate und andere Ausstellungsgegenstände ausgestellt und es wurde Wissenswertes über die Vogelwelt vermittelt. Ab 1960 war die Stadt Meiningen Rechtsträger der Museen und man strebte neben dem Museumsbetrieb ein historisches Forschungsinstitut an. Von 1964 bis 1990 war der Rat des Bezirkes Suhl Träger der Museen, die während dieser Zeit als „Staatliche Museen Meiningen“ bezeichnet wurden. Die Meininger Museen hatten damals rund 60 Beschäftigte. In den 1980er Jahren wurden die Museen in der DDR neu ausgerichtet, indem sie sich auf bestimmte Ausstellungsthemen spezialisierten. Die Meininger Museen übernahmen dadurch zahlreiche Kunstobjekte von anderen Museen und gaben dafür nicht dem Kunstspektrum zurechnende Objekte an entsprechend spezialisierte Museen ab. Nach Umbau und Restaurierung wurde 1982 das Baumbachhaus als Literaturmuseum und Schriftstellerzentrum wieder eröffnet.
Nach der politischen Wende 1989/90 übernahm der Freistaat Thüringen die Meininger Museen. Seit der Gründung der Kulturstiftung Meiningen 1997 beteiligen sich der Freistaat mit 80 % sowie die Stadt Meiningen und der Landkreis mit jeweils 10 % an der Trägerschaft. In den Nachwendejahren mussten die Museen zahlreiche Objekte durch Restitution an anspruchsberechtigte Privatpersonen abgeben. Mit dem Herzoghaus Sachsen-Meiningen erzielte man hier 2004 eine gütliche Einigung. Am 21. Mai 2000 fand die Eröffnung des neuen Theatermuseums „Zauberwelt der Kulisse“ statt, wo unter anderem in wechselnden Dauerausstellungen historische Bühnenbilder präsentiert werden. Am 1. November 2021 trat der Jurist und Musikwissenschaftler Philipp Adlung die Nachfolge des Ende Oktober 2021 ausgeschiedenen Direktors Winfried Wiegand an. Neue Zukunftspläne sehen für die Meininger Museen eine höhere Relevanz für ganz Thüringen, stärkere Digitalisierung, umgestaltete Rundgänge und mehr Regionalgeschichte, insbesondere die Meininger und Hennebergische Geschichte vor.

## Die Museen

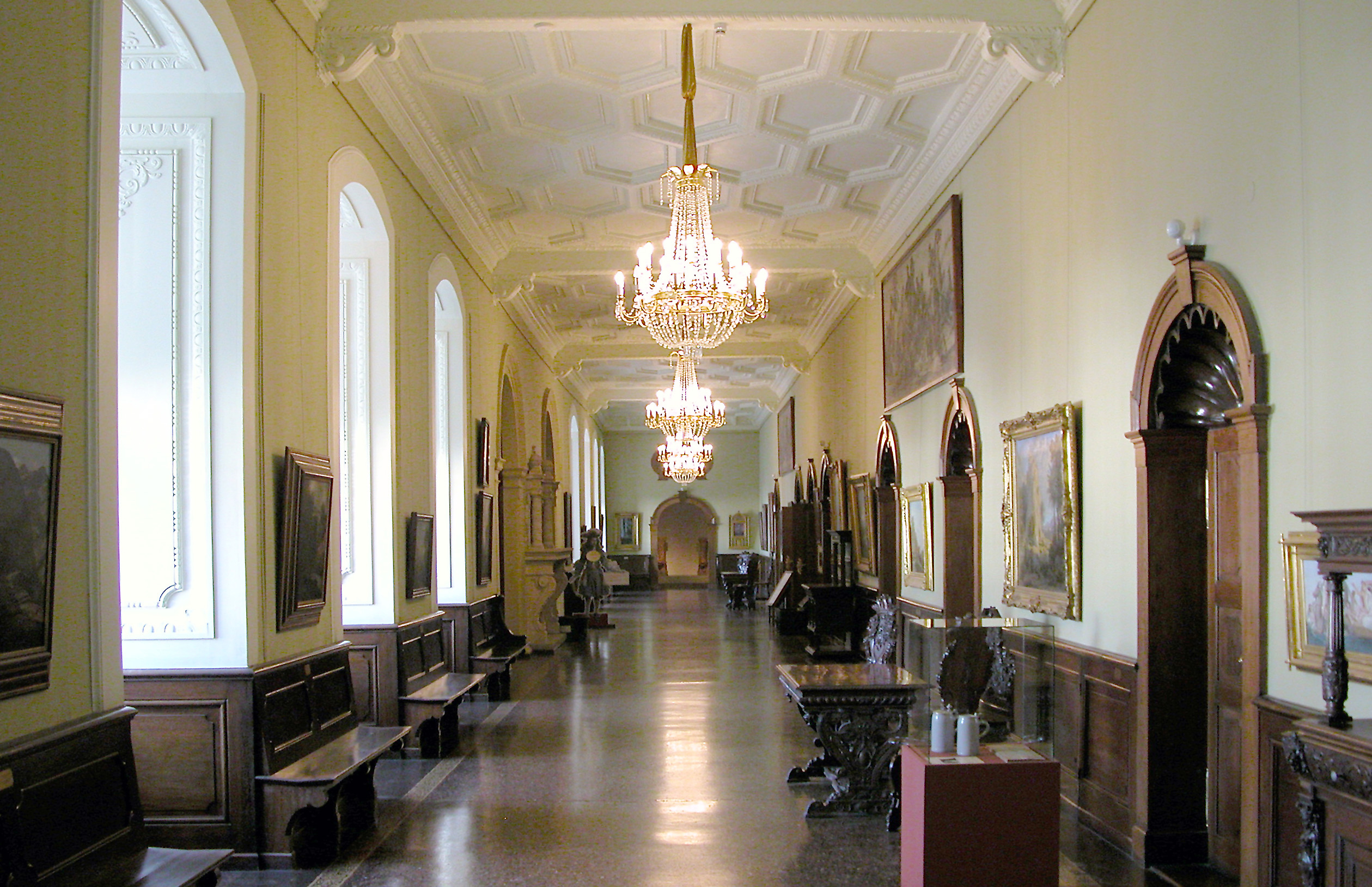
Galerie 1. Obergeschoss

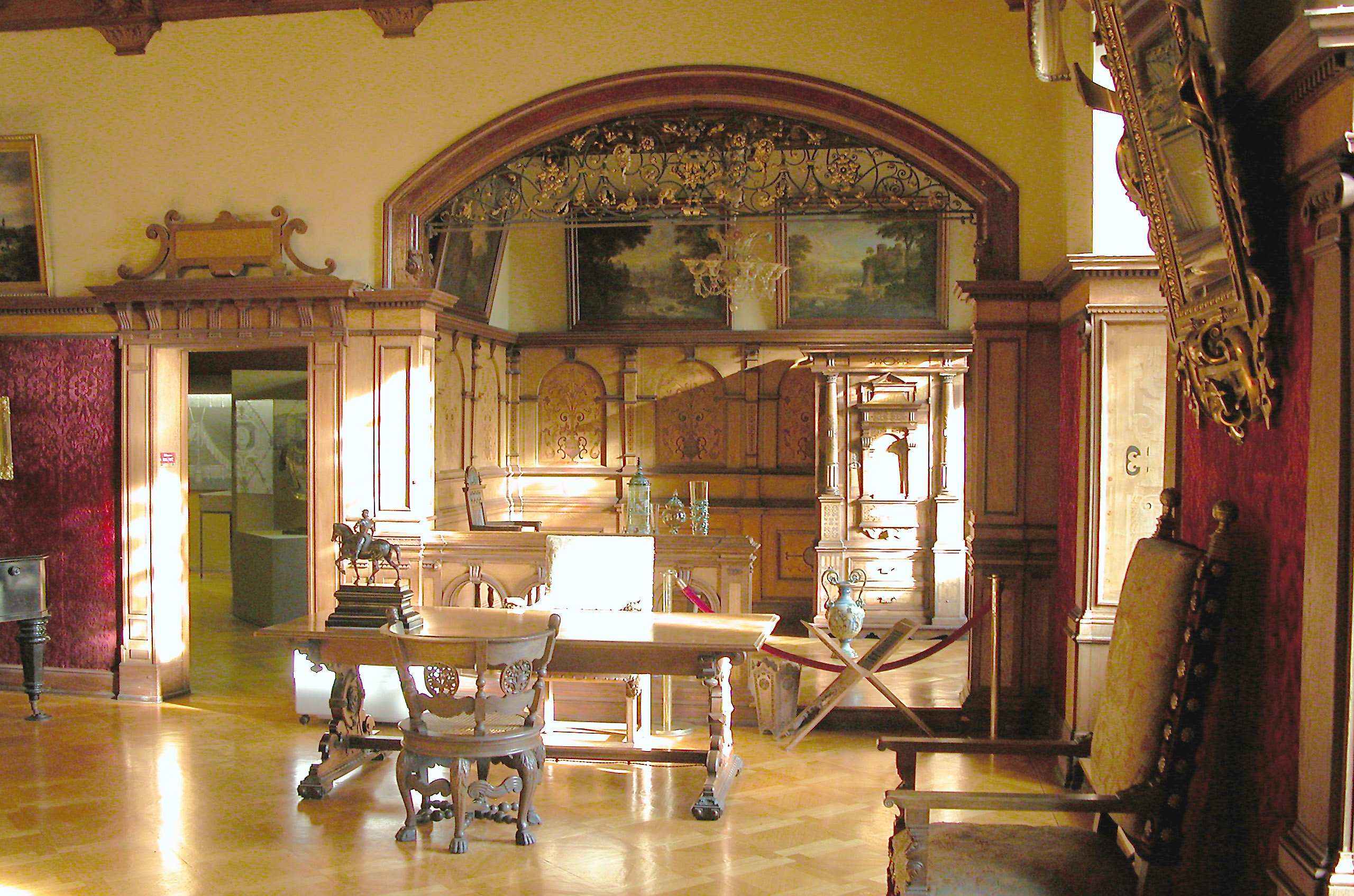
Interieur im 2. Obergeschoss

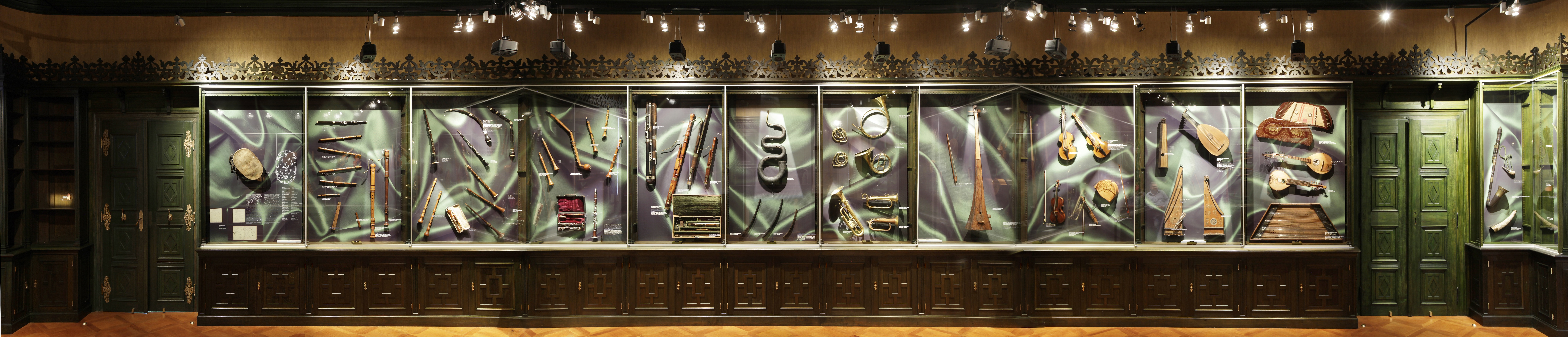
Grüne Bibliothek

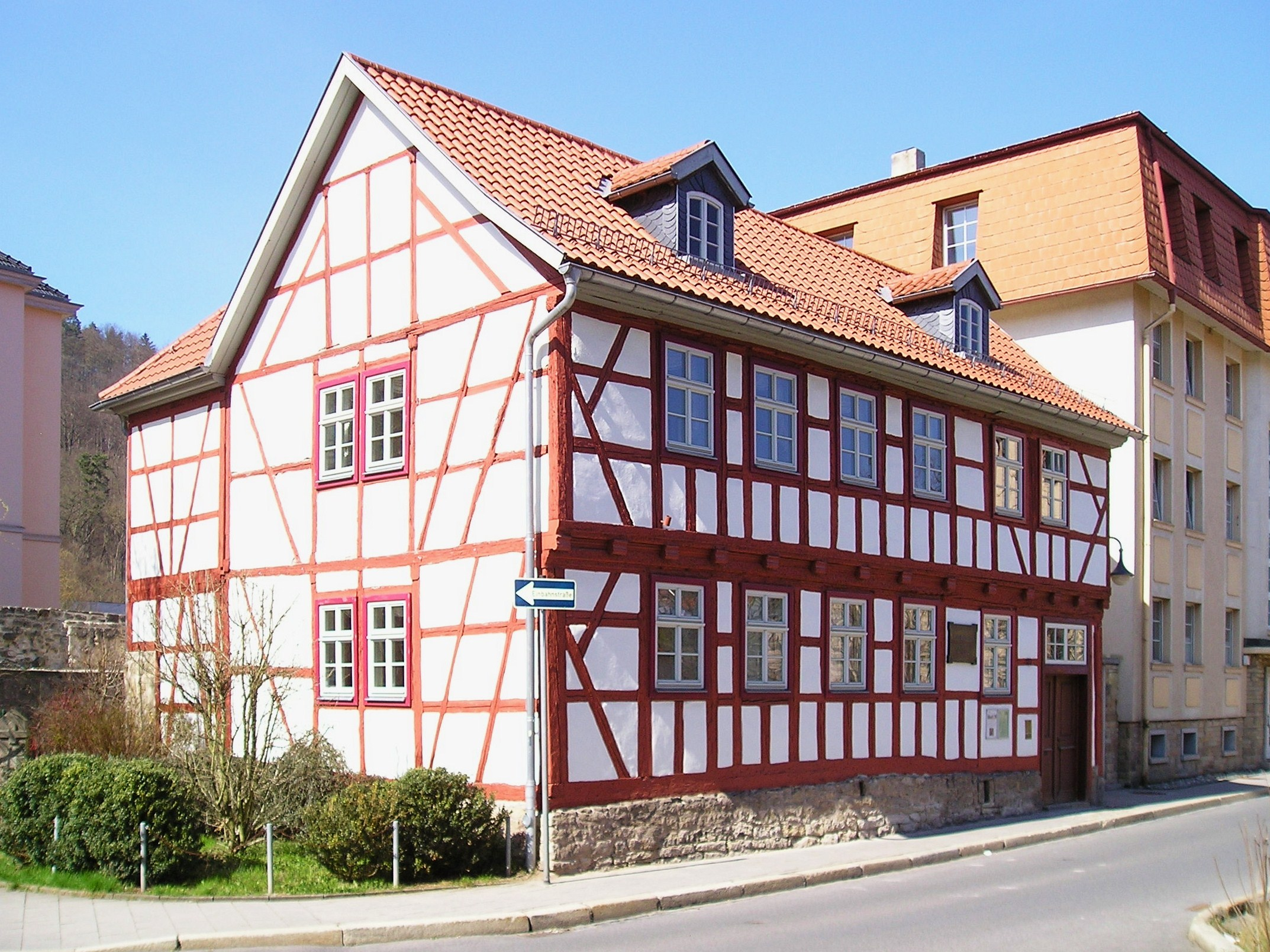
Literaturmuseum „Baumbachhaus“

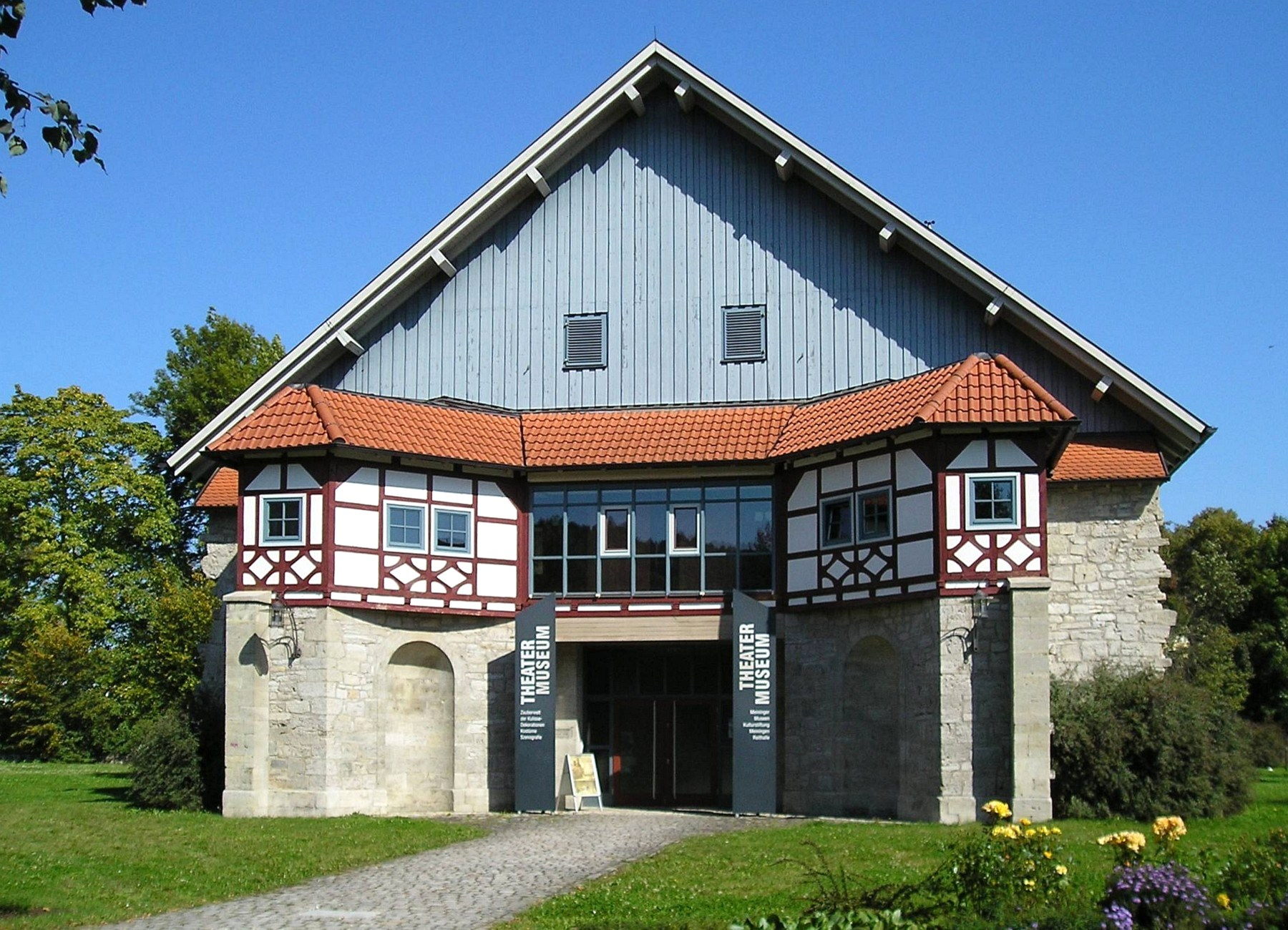
Theatermuseum

### Schloss Elisabethenburg
In der barocken Dreiflügelanlage des Schlosses Elisabethenburg werden auf drei Etagen in 52 Räumen mit 3.400 Quadratmeter Ausstellungsfläche und bis zu 250.000 Exponaten umfangreiche Kunstsammlungen, Theatergeschichte, Regionalgeschichte, Musikgeschichte und das Max-Reger-Archiv präsentiert. Dazu kommen sieben Räume für Sonderausstellungen und Galerien.
Historisches Interieur
Im Laufe dreier Jahrhunderte erfuhr das Residenzschloss mehrere Umgestaltungen der Innenräume. So reicht ihre stilistische Vielfalt vom Rokoko über Empire bis hin zum Historismus (Neurenaissance und -klassizismus). Mit noch relativ intakter barocker Substanz präsentieren sich Schlosskirche, Riesen- und Hessensaal sowie zahlreiche stuckierte Gemächer der mittleren Etage des Hauptflügels.
Kunstsammlungen
Die umfangreichen Bestände der Kunstsammlungen harmonieren mit dem historischen Interieur der Elisabethenburg. Verteilt über die Zimmerfluchten zweier Etagen finden sich Meisterwerke von europäischem Rang wie Gemälde, Skulpturen, Möbel, Keramik, Uhren und anderes Kunsthandwerk aus verschiedenen Jahrhunderten.
Theatergeschichte
Die Abteilung Theatergeschichte behandelt die durchgreifende Theaterreform durch die „Meininger“ Ende des 19. Jahrhunderts. Wo immer die „Meininger“ auftraten, ob in London, Moskau, Stockholm oder Wien, immer eilte ihnen der Ruf voraus: „Die Meininger kommen!“. „Die Meininger“, das war das Schauspielensemble des Meininger Hoftheaters, welches im Vor-Medien-Zeitalter durch prächtige Inszenierungen von sich reden machte. 2.591 Gastspiele brachten Meiningen den Weltruhm als Theaterstadt und dem damaligen Herzog Georg II. von Sachsen-Meiningen den Beinamen „Theaterherzog“.
Musikgeschichte
In der Musikabteilung wird das Leben und Wirken bekannter Künstler vorgestellt, die eng mit der Stadt Meiningen verknüpft waren. Dies gilt insbesondere Johann Ludwig Bach, Richard Wagner, Hans von Bülow, Johannes Brahms, Richard Strauss, Fritz Steinbach und Max Reger. Von Reger existiert zudem das Max-Reger-Archiv, und der Museumsbesucher kann sein Arbeitszimmer besichtigen. Es werden des Weiteren Notenhandschriften, Sachzeugen aus der über 300-jährigen Geschichte der Meininger Hofkapelle, die Anton-Ulrich-Notensammlung sowie in der „Grünen Bibliothek“ eine interaktive historische Musikinstrumentensammlung aufbewahrt und gezeigt.